# IJsstokschieten
IJsstokschieten, ook wel bekend als Eisstockschiessen, (Eis)Stocksport, Bavarian Curling of Ice Stock Sport is een sport die vooral in de Alpen wordt beoefend en een zekere gelijkenis heeft met curling en jeu-de-boules. De sport wordt in de winter op ijs beoefend. In de zomer speelt men Stocksport ook op asfalt of beton.

## Spelvorm
IJsstokschieten wordt in principe gespeeld met teams van vier personen. Ook zijn teams van drie of vijf personen mogelijk. Twee teams spelen tegen elkaar. Een speler van Team A gooit als eerste een stok richting het speelveld aan de andere zijde van de baan. Het doel is met de ijsstok zo dicht mogelijk bij de puck (in het Duits: die Daube) te komen, die in het midden van het speelveld ligt. Men speelt vanuit het midden van de achterlijn van een speelveld naar het speelveld aan de overzijde van de baan.
Alleen de stokken die in het spelveld liggen zijn geldig. Stokken die het spelveld niet bereiken of hier buiten terecht komen, worden verwijderd. Indien de stok van Team A team het spelveld heeft bereikt, gaat de beurt naar Team B. Team B gooit nu net zo lang tot een stok van dit team dichter bij de puck ligt dan die van Team A. Steeds is het team aan de beurt waarvan een stok verder weg van de puck ligt dan de tegenstander. Het spel stopt wanneer alle deelnemers hebben geworpen. Het team met de ijsstok of meerdere ijsstokken het dichtst bij de puck wint de speelronde. 
De ijsstokken van het ene team mogen door die van de tegenstander worden bewogen of weggekaatst. Ook de puck mag bewogen worden, zolang die maar in het spelveld blijft liggen. Raakt de puck buiten het spelveld, dan wordt die door de scheidsrechter teruggelegd op het kruis of stip in het midden van het spelveld. Een ijsstok is geldig zolang hij in het speelveld ligt of de grenslijn van het het speelveld raakt.

## Puntentelling
De stok die het dichtst bij de puck ligt krijg 3 punten. Iedere volgende stok van hetzelfde team, die dichter bij de puck ligt dan een stok van de tegenstander, krijgt 2 punten. Per speelronde krijgt dus maar 1 team punten. Maximaal kan een team dan ook 3 + 2 + 2 + 2 = 9 punten krijgen per speelronde (Kehre of Durchgang in het Duits). Een wedstrijd bestaat uit zes speelrondes. Het team dat een speelronde heeft gewonnen, gooit als eerste bij de volgende ronde.

## IJsstokbanen (spelvelden)
In principe is een ijsstokbaan 30meter lang. Aan weerszijden van de baan bevindt zich een speelveld van 6x3meter. In het midden van het speelveld bevindt zich een kruis of stip waarop de puck (Daube) ligt. De puck is een ronde rubberen schijf met een ronde opening en een doorsnede van 12cm en een hoogte van 4,5 cm. Soms gebruikt men een vierkant houten blokje. Deze puck ligt in het midden van het spelveld. De speelvelden liggen (vanaf de voorzijde gezien) 16 meter uit elkaar. De ijsstokken moeten door de spelers vanaf de achterlijn van een speelveld (Abspielstelle) geworpen worden naar het speelveld aan de andere zijde. Van de achterlijn van een speelveld tot het midden van het speelveld aan de overzijde bedraagt de afstand 23,5 tot 24,5 meter (afhankelijk van de lengte van de baan). Op kunstijsbanen wordt het ijsstokschieten over de breedte van de 30x60meter baan beoefend.

## Geschiedenis

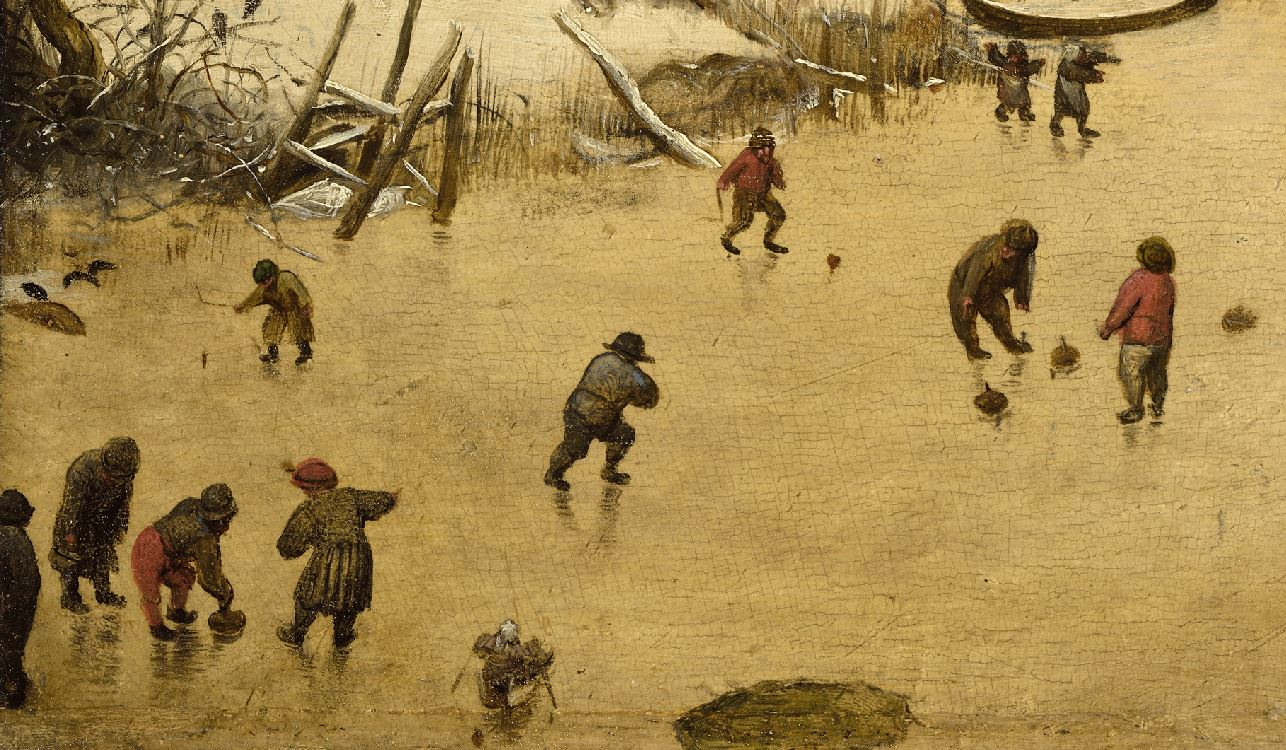
"Klootschieters", detail uit Winterlandschap met schaatsers en vogelknip van Bruegel (1565)

IJsstokschieten werd in De Nederlanden al in de 16de eeuw beoefend zoals te zien is op een schilderij van Pieter Brueghel de Oude uit 1565 (Museum van Schone Kunsten te Brussel). Naar dit schilderij bestaan verschillende kopieën van onder meer Pieter Breughel de Jonge (Wroclaw, Muzeum Naradowe). Pas in de jaren dertig van de 20ste eeuw werd de sport georganiseerd. In 1934 werd de Duitse bond voor Eisstocksport opgericht. Twee jaar later werden er Duitse kampioenschappen gehouden. De eerste Europese kampioenschappen vonden plaats in 1951. Na de oprichting van de International Federation Ice Stock Sport (IFI), werd het eerste Wereldkampioenschap in 1983 gehouden.

## Olympische demonstratiesport
Op de Olympische winterspelen 1936 was ijsstokschieten een demonstratiesport. Er werden geen medailles uitgereikt. Deze spelen werden gehouden in Garmisch-Partenkirchen, in nazi-Duitsland. In 1964 was ijsstokschieten (Eisstockschiessen) wederom een Olympische demonstratiesport. Deze Olympische winterspelen vonden plaats in Innsbruck.

## IJsstoksport in Nederland
Zover bekend wordt ijsstockschieten in Nederland niet in verenigingsverband beoefend. Wel worden op vele ijsbanen in Nederland ijsstokken gebruikt om een hybride vorm van curling te spelen. De enige banen in Nederland - zover op dit moment (september 2020) bekend - waar het spel volgens de officiële, internationale regels wordt gespeeld, zijn de IJsbaan Haarlem (vijf wedstrijdbanen) en de Schaatshal Leiden. 

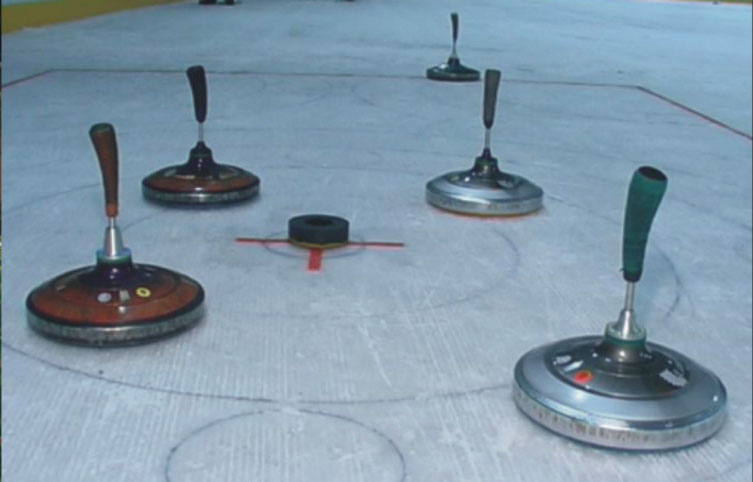
IJsstokschieten.
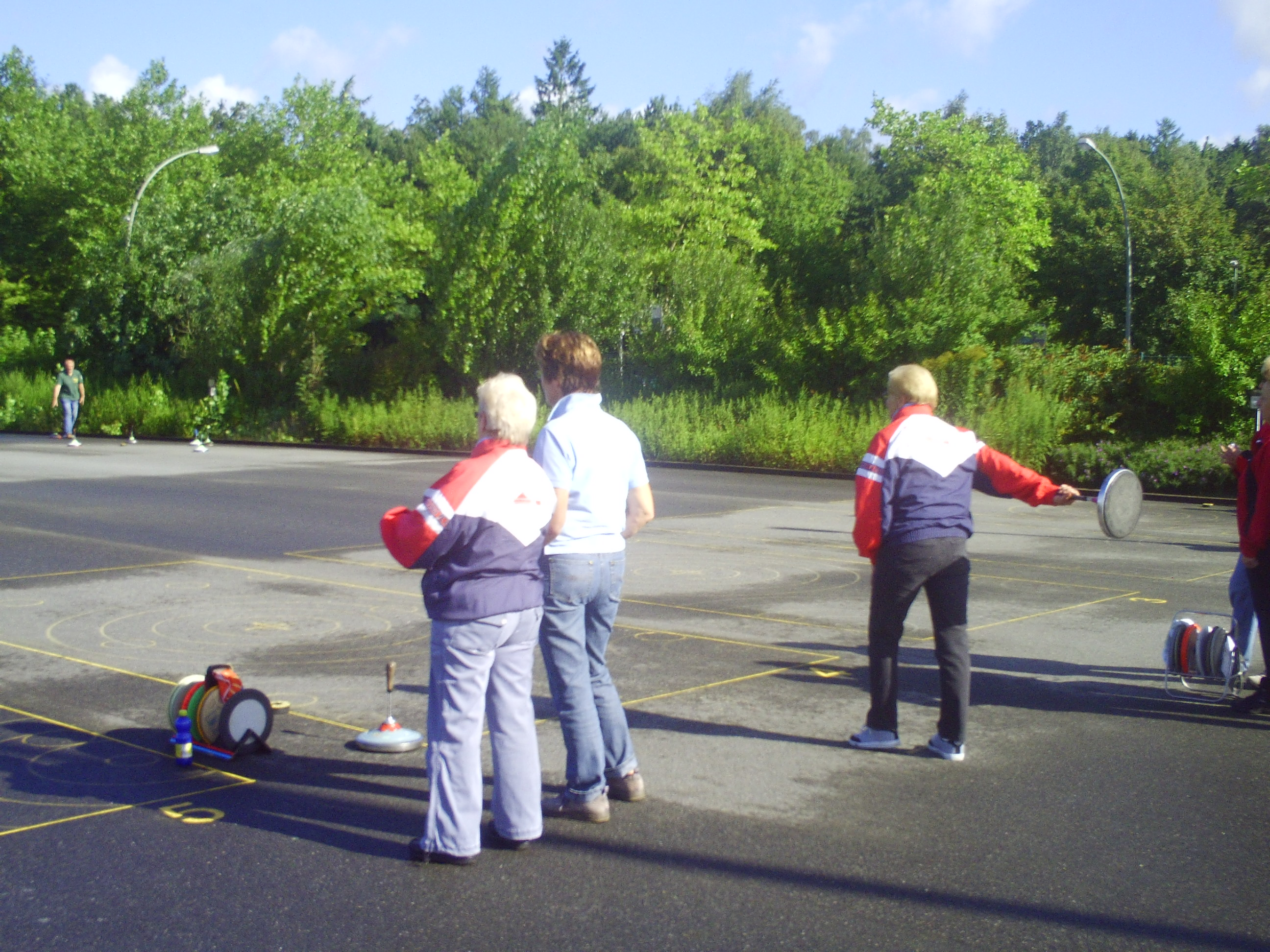
Beoefenaars.